# بوغدان ماريانوفيتش
بوغدان ماريانوفيتش هو لاعب كرة قدم صربي في مركز الدفاع، ولد في 3 نوفمبر 1980 في Ćuprija ‏ في صربيا. لعب مع نابريداك كروشيفاتس ونادي ياغودينا.

## وصلات خارجية
- بوغدان ماريانوفيتش على موقع قاعدة بيانات كرة القدم.إي يو (الإنجليزية)